# Ghiacciaio Brook
Il ghiacciaio Brook (in inglese: Brook Glacier) è un ghiacciaio vallivo situato sulla costa di Zumberge, nella parte occidentale della Terra di Ellsworth, in Antartide. In particolare, il ghiacciaio, il cui punto più alto si trova a oltre 2.000 m s.l.m., è situato sul versante occidentale della catena principale della dorsale Sentinella, nelle montagne di Ellsworth. Da qui esso fluisce in direzione ovest scorrendo tra il versante meridionale del monte Strybing e quello settentrionale del picco Krusha fino ad unire il proprio flusso a quello del ghiacciaio Bender.

## Storia
Il ghiacciaio Brook è stato così battezzato nel 2006 dal Comitato consultivo dei nomi antartici in onore di Edward J. Brook, professore di scienze della Terra all'Università statale dell'Oregon, il quale, a partire dal 1988, ha compiuto diverse campagne di ricerca in Antartide.